# Mount Hope (Wisconsin)
Mount Hope est un village du comté de Grant, dans l'État du Wisconsin, aux États-Unis. En 2020, il comptait une population de 215 habitants.